# 犬后星
犬后星（108 Hecuba）是第108颗被人类发现的小行星。犬后星的直径为65千米，质量为3.9×1017千克，公转周期为2131.062天。
犬后星由德國天文學家卡爾·特奧多爾·羅伯特·路德1869年4月2日發現，以希臘神話中的特洛伊戰爭的傳說中普里阿摩斯國王的妻子赫庫芭命名。柯克伍德空隙中的犬后星空隙（Hecuba gap）以该星得名。是首颗在与木星产生1：2轨道共振带上被发现的天体。